# Anders Collberg
Anders Collberg, född 1802 i Stockholm, död 1834 var en svensk skådespelare.
Collberg uppträdde första gången på Kungliga Teatern den 15 mars 1831 och gjorde succé som Rudolf i Korsfararne av Joseph Martin Kraus. Collberg var en mycket uppburen och populär aktör, främst i Stockholm. Sin största framgång hade han inom tragedin med roller som Appius i Leopolds sorgespel Virginia, som Seid i Voltaires Mahomet och som Varner i Trettio år av en spelares levnad. 
Anders Collberg blev ett av de första offren för koleraepidemin och avled i Jönköping, efter att ha smittats under ett gästspel i Göteborg. Epidemin kom att döda 600 jönköpingsbor, ungefär var sjunde invånare.  Det finns ett gjutjärnskors till minne av honom på Slottskyrkogården i Jönköping.
När Collberg en kort tid låg på lit de parade ska en beundrarinna ha klippt av liket en hårlock. Hon kom därmed att ofrivilligt bli offer för samma sjukdom som sin idol, och tillika bidra till att sprida farsoten.